# 阮有豪
阮有豪（越南语：／；1648年—1713年），17世紀越南南方阮氏官員，靜國公阮有鎰長子，封豪良侯。
阮有豪祖籍清華鎮宋山縣嘉苗外莊，福泰六年（1648年）出生。少年時期，阮有豪跟隨父親阮有鏡南四處征戰，学习用兵之道。英宗阮福溙時期，擔任舊營該奇。正和十年（1689年），枚萬龍征討柬埔寨（真臘）失敗，阮主命阮有豪為統率，再征柬埔寨。阮有豪駐軍碧堆，軍令嚴明，令屬下畏服。柬埔寨國王吉·哲塔四世（匿秋）派人求和，參謀和信想要趁機發起進攻，但被阮有豪阻止，認為“彼既歸命，攻之不武”，接受了柬埔寨的求和。後來柬埔寨人送來的戰象十分瘦小。視戰曜德認為柬埔寨人不是真心投降，再次要求發起進攻，又被阮有豪拒絕。班師回朝之後，參謀和信和視戰曜德等人都向阮主報告阮有豪貽誤軍機之事。阮主大怒，革除了阮有豪的職務。
顯宗阮福淍即位後，重新起用阮有豪，任命其為該奇率右铳奇，後又升任掌奇。正和二十五年（1704年），出任廣平鎮守。阮有豪上任後，愛護士卒，善待百姓，深受軍民愛戴。當時廣平雖然是阮主與北方鄭主地盤交界地帶，但雙方停戰已久，太平無事。阮有豪醉心於文學書法，用喃文著有《雙星不夜傳》，百姓廣泛傳誦。
永盛九年（1713年）秋，阮有豪去世，阮主贈敦厚功臣，諡柔慈。嘉隆四年（1805年），定為二等功臣，蔭一位後人為次隊長，令其世守監祀，並給六畝祀田，三個墓夫。
阮有豪有一子阮有恢，官至記錄。